# Up All Night (One Direction)
Up All Night is het eerste album van de band One Direction. Het werd uitgebracht op 21 november 2011.

## Geschiedenis
In de UK Album Charts debuteerde het album op de tweede plaats vooraleer de toppositie te bereiken. Op basis van de al gerealiseerde verkoopcijfers is het het derde best verkochte debuutalbum aller tijden in het Verenigd Koninkrijk en het zestiende beste verkocht album ooit.
In de Verenigde Staten, waar het album pas op 13 maart 2012 werd uitgebracht kwam het binnen op 1 in de Billboard 200. Daarmee werd One Direction de eerste Britse groep waarvan het debuutalbum op 1 in die hitlijst binnenkwam. Uiteindelijk kwam het album in meer dan 20 landen gedurende een of meer weken op de eerste plaats in de albumverkoopslijsten.
De eerste single van het album, What Makes You Beautiful, won de Brit Award voor Best British Single van het jaar in februari 2012.

## Tracklist
| Nr. | Titel                    | Duur |
| --- | ------------------------ | ---- |
| 1.  | What Makes You Beautiful | 3:18 |
| 2.  | Gotta be you             | 4:04 |
| 3.  | One Thing                | 3:17 |
| 4.  | More than This           | 3:48 |
| 5.  | Up All Night             | 3:14 |
| 6.  | I Wish                   | 3:36 |
| 7.  | Tell Me A Lie            | 3:17 |
| 8.  | Taken                    | 3:57 |
| 9.  | I Want                   | 2:53 |
| 10. | Everything About You     | 3:37 |
| 11. | Same Mistakes            | 3:38 |
| 12. | Save You Tonight         | 3:25 |
| 13. | Stole My Heart           | 3:25 |

| Nr. | Titel    | Duur |
| --- | -------- | ---- |
| 14. | Stand Up | 2:54 |
| 15. | Moments  | 4:22 |

| Nr. | Titel                    | Duur |
| --- | ------------------------ | ---- |
| 16. | Another World            | 3:23 |
| 17. | Na Na Na                 | 3:05 |
| 18. | I Should Have Kissed You | 3:35 |

## Hitnoteringen
| Hitlijst                      | Datum van binnenkomst | Hoogste positie | Aantal weken | Laatste notering |
| ----------------------------- | --------------------- | --------------- | ------------ | ---------------- |
| Album Top 100                 | 26-11-2011            | 7               | 73           | 13-04-2013       |
| Vlaamse Ultratop 200 Albums   | 26-11-2011            | 7               | 73           | 13-04-2013       |
| Waalse Ultratop 200 Albums    | 26-11-2011            | 27              | 64           | 13-04-2013       |
| Australische Album Top 50     | 11-12-2011            | 1               | 64           | *                |
| Deense Album Top 40           | 27-01-2012            | 4               | 68           | 31-05-2013       |
| Duitse Album Top 50           | 08-06-2012            | 16              | 21           | *                |
| Finse Top 50 Albums           | 15-02-2012            | 4               | 35           | 16-01-2013       |
| Franse Top 200 Albums         | 11-02-2012            | 15              | 84           | *                |
| Ierse Top 100                 | 24-11-2011            | 1               | 97           | *                |
| Italiaanse Top 100 Albums     | 16-02-2012            | 1               | 80           | *                |
| Nieuw-Zeelandse Top 40 Albums | 05-12-2011            | 1               | 58           | 11-03-2013       |
| Noorse Top 40 Albums          | 29-11-2011            | 9               | 53           | 05-02-2013       |
| Oostenrijkse Album Top 75     | 17-02-2012            | 18              | 16           | 26-10-2012       |
| Poolse Album Top 50           | 13-02-2012            | 6               | 26           | *                |
| Portugese Top 30 Albums       | 13-02-2012            | 3               | 48           | 16-09-2013       |
| Spaanse Top 100 Albums        | 12-02-2012            | 4               | 85           | *                |
| UK Albums Chart               | 03-12-2011            | 2               | 96           | *                |
| Amerikaanse Billboard 200     | 31-03-2012            | 1               | 80           | *                |
| Zweedse Top 60                | 02-12-2011            | 1               | 67           | 24-05-2013       |
| Zwitserse Album Top 100       | 19-02-2012            | 18              | 52           | 02-06-2013       |

### NederlandseAlbum Top 100
| Hitnotering: 26-11-2011 t/m 13-04-2013 | Hitnotering: 26-11-2011 t/m 13-04-2013 | Hitnotering: 26-11-2011 t/m 13-04-2013 | Hitnotering: 26-11-2011 t/m 13-04-2013 | Hitnotering: 26-11-2011 t/m 13-04-2013 | Hitnotering: 26-11-2011 t/m 13-04-2013 | Hitnotering: 26-11-2011 t/m 13-04-2013 | Hitnotering: 26-11-2011 t/m 13-04-2013 | Hitnotering: 26-11-2011 t/m 13-04-2013 | Hitnotering: 26-11-2011 t/m 13-04-2013 | Hitnotering: 26-11-2011 t/m 13-04-2013 | Hitnotering: 26-11-2011 t/m 13-04-2013 | Hitnotering: 26-11-2011 t/m 13-04-2013 | Hitnotering: 26-11-2011 t/m 13-04-2013 | Hitnotering: 26-11-2011 t/m 13-04-2013 | Hitnotering: 26-11-2011 t/m 13-04-2013 | Hitnotering: 26-11-2011 t/m 13-04-2013 | Hitnotering: 26-11-2011 t/m 13-04-2013 | Hitnotering: 26-11-2011 t/m 13-04-2013 | Hitnotering: 26-11-2011 t/m 13-04-2013 | Hitnotering: 26-11-2011 t/m 13-04-2013 |
| Week:                                  | 1                                      | 2                                      | 3                                      | 4                                      | 5                                      | 6                                      | 7                                      | 8                                      | 9                                      | 10                                     | 11                                     | 12                                     | 13                                     | 14                                     | 15                                     | 16                                     | 17                                     | 18                                     | 19                                     | 20                                     |
| -------------------------------------- | -------------------------------------- | -------------------------------------- | -------------------------------------- | -------------------------------------- | -------------------------------------- | -------------------------------------- | -------------------------------------- | -------------------------------------- | -------------------------------------- | -------------------------------------- | -------------------------------------- | -------------------------------------- | -------------------------------------- | -------------------------------------- | -------------------------------------- | -------------------------------------- | -------------------------------------- | -------------------------------------- | -------------------------------------- | -------------------------------------- |
| Positie:                               | 7                                      | 39                                     | 37                                     | 58                                     | 57                                     | 67                                     | 38                                     | 45                                     | 31                                     | 35                                     | 46                                     | 52                                     | 47                                     | 35                                     | 42                                     | 44                                     | 40                                     | 34                                     | 44                                     | 29                                     |
| Week:                                  | 21                                     | 22                                     | 23                                     | 24                                     | 25                                     | 26                                     | 27                                     | 28                                     | 29                                     | 30                                     | 31                                     | 32                                     | 33                                     | 34                                     | 35                                     | 36                                     | 37                                     | 38                                     | 39                                     | 40                                     |
| Positie:                               | 20                                     | 23                                     | 26                                     | 21                                     | 31                                     | 42                                     | 29                                     | 36                                     | 41                                     | 46                                     | 41                                     | 35                                     | 29                                     | 30                                     | 36                                     | 40                                     | 27                                     | 19                                     | 12                                     | 25                                     |
| Week:                                  | 41                                     | 42                                     | 43                                     | 44                                     | 45                                     | 46                                     | 47                                     | 48                                     | 49                                     | 50                                     | 51                                     | 52                                     | 53                                     | 54                                     | 55                                     | 56                                     | 57                                     | 58                                     | 59                                     | 60                                     |
| Positie:                               | 23                                     | 28                                     | 32                                     | 36                                     | 41                                     | 52                                     | 42                                     | 40                                     | 39                                     | 44                                     | 27                                     | 18                                     | 26                                     | 29                                     | 32                                     | 53                                     | 45                                     | 40                                     | 37                                     | 39                                     |
| Week:                                  | 61                                     | 62                                     | 63                                     | 64                                     | 65                                     | 66                                     | 67                                     | 68                                     | 69                                     | 70                                     | 71                                     | 72                                     | 73                                     |                                        |                                        |                                        |                                        |                                        |                                        |                                        |
| Positie:                               | 47                                     | 43                                     | 49                                     | 53                                     | 56                                     | 54                                     | 65                                     | 69                                     | 74                                     | 85                                     | 82                                     | 63                                     | 82                                     | uit                                    |                                        |                                        |                                        |                                        |                                        |                                        |

### VlaamseUltratop 200Albums
| Hitnotering: 26-11-2011 t/m 13-04-2013 | Hitnotering: 26-11-2011 t/m 13-04-2013 | Hitnotering: 26-11-2011 t/m 13-04-2013 | Hitnotering: 26-11-2011 t/m 13-04-2013 | Hitnotering: 26-11-2011 t/m 13-04-2013 | Hitnotering: 26-11-2011 t/m 13-04-2013 | Hitnotering: 26-11-2011 t/m 13-04-2013 | Hitnotering: 26-11-2011 t/m 13-04-2013 | Hitnotering: 26-11-2011 t/m 13-04-2013 | Hitnotering: 26-11-2011 t/m 13-04-2013 | Hitnotering: 26-11-2011 t/m 13-04-2013 | Hitnotering: 26-11-2011 t/m 13-04-2013 | Hitnotering: 26-11-2011 t/m 13-04-2013 | Hitnotering: 26-11-2011 t/m 13-04-2013 | Hitnotering: 26-11-2011 t/m 13-04-2013 | Hitnotering: 26-11-2011 t/m 13-04-2013 | Hitnotering: 26-11-2011 t/m 13-04-2013 | Hitnotering: 26-11-2011 t/m 13-04-2013 | Hitnotering: 26-11-2011 t/m 13-04-2013 | Hitnotering: 26-11-2011 t/m 13-04-2013 | Hitnotering: 26-11-2011 t/m 13-04-2013 |
| Week:                                  | 1                                      | 2                                      | 3                                      | 4                                      | 5                                      | 6                                      | 7                                      | 8                                      | 9                                      | 10                                     | 11                                     | 12                                     | 13                                     | 14                                     | 15                                     | 16                                     | 17                                     | 18                                     | 19                                     | 20                                     |
| -------------------------------------- | -------------------------------------- | -------------------------------------- | -------------------------------------- | -------------------------------------- | -------------------------------------- | -------------------------------------- | -------------------------------------- | -------------------------------------- | -------------------------------------- | -------------------------------------- | -------------------------------------- | -------------------------------------- | -------------------------------------- | -------------------------------------- | -------------------------------------- | -------------------------------------- | -------------------------------------- | -------------------------------------- | -------------------------------------- | -------------------------------------- |
| Positie:                               | 7                                      | 8                                      | 18                                     | 23                                     | 28                                     | 20                                     | 16                                     | 12                                     | 16                                     | 10                                     | 14                                     | 15                                     | 20                                     | 20                                     | 14                                     | 29                                     | 38                                     | 33                                     | 34                                     | 22                                     |
| Week:                                  | 21                                     | 22                                     | 23                                     | 24                                     | 25                                     | 26                                     | 27                                     | 28                                     | 29                                     | 30                                     | 31                                     | 32                                     | 33                                     | 34                                     | 35                                     | 36                                     | 37                                     | 38                                     | 39                                     | 40                                     |
| Positie:                               | 18                                     | 20                                     | 26                                     | 28                                     | 30                                     | 34                                     | 24                                     | 44                                     | 42                                     | 60                                     | 58                                     | 32                                     | 32                                     | 46                                     | 36                                     | 45                                     | 39                                     | 40                                     | 43                                     | 35                                     |
| Week:                                  | 41                                     | 42                                     | 43                                     | 44                                     | 45                                     | 46                                     | 47                                     | 48                                     | 49                                     | 50                                     | 51                                     | 52                                     | 53                                     | 54                                     | 55                                     | 56                                     | 57                                     | 58                                     | 59                                     | 60                                     |
| Positie:                               | 38                                     | 43                                     | 58                                     | 95                                     | 82                                     | 76                                     | 77                                     | 84                                     | 77                                     | 79                                     | 45                                     | 42                                     | 53                                     | 62                                     | 57                                     | 71                                     | 70                                     | 59                                     | 55                                     | 41                                     |
| Week:                                  | 61                                     | 62                                     | 63                                     | 64                                     | 65                                     | 66                                     | 67                                     | 68                                     | 69                                     | 70                                     | 71                                     | 72                                     | 73                                     |                                        |                                        |                                        |                                        |                                        |                                        |                                        |
| Positie:                               | 56                                     | 50                                     | 50                                     | 60                                     | 65                                     | 49                                     | 95                                     | 80                                     | 87                                     | 66                                     | 101                                    | 64                                     | 62                                     | uit                                    |                                        |                                        |                                        |                                        |                                        |                                        |